# Dècada del 60 aC

## Personatges destacats
- Ciceró (106 aC-43 aC), polític, filòsof, escriptor i orador romà
- Fraates III, rei de Pàrtia (c. 69 aC-57 aC)
- Mitridates VI Eupator, rei del Pont (121 aC-63 aC)